# Roberto Rivelino
Roberto Rivelino (født 1. januar 1946 i São Paulo, Brasilien) er en tidligere brasiliansk fodboldspiller, der blev verdensmester med det brasilianske landshold ved VM i 1970 og nåede semifinalen ved både VM i 1974 og VM i 1978.
Rivelino spillede på klubplan for Corinthians, Fluminense og Al-Hilal. Han blev i 2004 udvalgt til FIFA 100, en kåring af de 125 bedste nulevende fodboldspillere gennem historien.